# Kazuma Watanabe
Kazuma Watanabe (渡邉 千真, Watanabe Kazuma) est un footballeur japonais né le 10 août 1986 dans la préfecture de Nagasaki au Japon. Il joue pour le club Gamba Osaka en J. League 1. Il joue comme avant-centre. 
Son grand frère Daigo Wanatabe était aussi un joueur de football professionnel, jouant notamment au Kyoto Sanga Football Club.